# 春斗
春斗（はると、1991年3月5日 - ）は、日本の俳優、元アイドルである。東京都出身。昭島市在住。フリーランスとして活動中。

## 略歴・人物
- ボーイズユニットCUBERSの元メンバーで、メインボーカルを務めていた[1]。なお、CUBERSは2024年3月31日付で解散した[2]。
- 特技は料理、動画編集。趣味はバイク。[3]
- CUBERSのDiegital Single「エブリデイ・アイシタイ」では、セルフMVの監督を務め、演出や編集を行った。MVには、47都道府県にエールを届ける趣旨の企画「エールCUBERS [4]」でメンバーが全国各地で撮影した動画や写真が使用されている[5]。
- 昭島市民であることを公表しており、CUBERS活動時代には昭島のPRを兼ねた替え歌動画「A.K.島.～カモンベイベー昭島～」(元ネタ:U.S.A. (曲))を自身のYouTubeに投稿[6]し、280万回再生を突破している。(2025年7月現在)
- CUBERS解散後は活動を休止したが、2024年5月にYouTubeを新たに開設し、モッパン動画を中心に投稿。2024年9月に舞台出演を発表後、投稿はなくなり現在は舞台を中心に芸能活動を再開している。

## 出演
役名の太字は主演。

### ドラマ
2020年
- 連続テレビ小説『エール』（2020年3月30日、NHK） - ダンサー 役

### 舞台
2018年
- ミュージカル『スタミュ』-2ndシーズン-（2018年7月4日 - 11日、日本青年館 / 7月20日 - 22日、森ノ宮ピロティホール） - アンサンブルキャスト

2019年
- 舞台「男子はつらくないよ？？」（2019年8月7日 - 11日、有楽町よみうりホール） - トモヤ 役
- 舞台「ピオフィオーレの晩鐘〜運命の白百合〜」（2019年10月23日 - 27日、シアターサンモール） -  レオ・カヴァニス 役[7]

2022年
- 舞台「ぼくらの七日間戦争」（2022年2月4日 - 6日、東京建物 Brillia HALL） -  佐竹哲郎 役[8]
- ソフトボイルド『戦国送球〜バトルボールズ〜第二次真田合戦』（2022年4月10日、シアター1010） -  日替わりゲスト
- 舞台「素敵なカミングアウト」（2022年5月17日 - 22日、六行会ホール） -  苫米地重彦（三男） 役（Team STAR）

2023年
- ソフトボイルド『戦国送球〜バトルボールズ〜大阪冬の陣』（2023年3月29日 - 4月2日、シアター1010） -  鮫島陸 役

2024年
- 劇団TEAM-ODAC第44回本公演『ぶっ壊したい世界』（2024年10月2日 - 6日、俳優座劇場） -  牧田有 役[9]
- 劇団TEAM-ODAC第45回本公演『舞台 破天荒フェニックス 〜2024〜』（2024年12月16日 - 22日、銀座博品館劇場） -  海山タケシ 役[10]

2025年
- 舞台『断罪された悪役令嬢は、逆行して完璧な悪女を目指す』（2025年3月30日、CBGKシブゲキ!!） -  郵便配達人 役（日替わりゲスト）
- 舞台『ツミビト〜7つと1つの大罪〜』（2025年4月23日 - 27日、CBGKシブゲキ!!） -  とらのすけ 役
- 劇団TEAM-ODAC第46回本公演『猫と犬と約束の燈〜最終章〜』（2025年5月14日 - 18日、新国立劇場 小劇場） - 廣瀬浩太 役
- MonkeyWorks vol.13『キンギンヒシャカク〜乙女の一手〜』（2025年6月18日 - 22日、シアターサンモール） -  仁志敏久 役[注釈 1]
- 萬腹企画19杯目『恋愛疾患特殊医療機 a-xブラスター』（2025年7月16日 - 20日、六行会ホール） -  アルフォンス・ルガー・ヴァイオレット 役[11]
- 劇団TEAM-ODAC第47回本公演『舞台「浦安鉄筋家族 〜子ども大戦争〜」』（2025年8月20日 - 24日〈予定〉、こくみん共済 coop ホール／スペース・ゼロ）[12]
- 舞台版『魔法少女（？）マジカルジャシリカ♡アニメ版なんてありません♡』(2025年10月2日 - 10月5日〈予定〉、BIG TREE THEATER)

### 朗読劇
2021年
- シチュエーション朗読劇『Love on Ride～通勤彼氏』（2021年8月6日 - 11日、浅草花劇場）
- 朗読劇「星の王子さま」（2021年11月6日 - 8日、浅草花劇場） -  ぼく 役

2022年
- スマホ連動 “ヒロイン体験 朗読劇”「恋人は公安刑事」（2022年1月15日、赤坂RED/THEATER） -  颯馬周介 役
- 朗読劇『銀河鉄道の夜』（2022年2月11日 - 14日、浅草花劇場） -  ジョバンニ 役、ストーリーテーラーII

### 雑誌
- コンセプト写真集『ファッション・ヴィクティム』（2019年4月26日、DMM.com）
- BOYS FILE Vol.08 DATE （2022年2月25日、ロックスエンタテインメント）